# Firehorn
Firehorn är ett berg i kommunen Goms i kantonen Valais i Schweiz. Det är beläget i Bernalperna, cirka 75 kilometer sydost om huvudstaden Bern. Berget ligger sydost om Oberaarrothorn. Toppen på Firehorn är 3 182 meter över havet.